# Народний комісаріат

Василь Герасименко Нарком оборони УРСР (11 березня 1944 — 13 листопада 1945)

Народний комісаріа́т (Наркомат) — у СРСР з 1923 року центральний орган виконавчої влади, що управляє в окремій сфері діяльності держави або в окремій галузі народного господарства, аналог сучасного міністерства. Очолював Народний комісаріат — народний комісар (нарком), який входив до уряду республіки (Рада Народних Комісарів). Народні комісаріати також існували в  радянських республіках. Система комісаріатів проіснувала до кінця Другої світової війни, точніше, до 15 березня 1946 року.

## Історія появи та використання
Перші народні комісаріати були створені Декретом про створення Ради Народних Комісарів, прийнятим  II-м Всеросійським з'їздом Рад робітничих і солдатських депутатів 27 жовтня (9 листопада) 1917 року. Народні комісаріати повинні були замінити собою старі імперські міністерства.
Після утворення радянських республік-сателітів РРФСР там також утворювалися народні комісаріати за зразком з Радянською Росією.
На засіданні ВУЦВК 23 травня 1920 року у Харкові, були вибрані президія ВУЦВК та Рада народних комісарів України.
Після заснування СРСР у 1922 році, була заснована союзна Рада народних комісарів для безпосереднього керівництва окремими галузями державного управління, до якого здебільшого перейшли обов'язки республіканських рад народних комісарів. У зв'язку з цим були утворені союзні наркомати, одночасно були скасовані відповідні народні комісаріати у республіках (зокрема у УСРР). Розподіл функцій між СРСР та союзними радянськими республіками відобразилося у поділі наркоматів на союзні, з'єднані та республіканські. Союзні народні комісаріати керували галуззю в межах всього Радянського Союзу, та мали представництва у республіках, це такі новоутворені наркомати СРСР як з закордонних справ, з військових та морських справ, зовнішньої торгівлі, шляхів сполучення та пошти і телеграфів. З'єднані наркомати СРСР (союзно-республіканські) мали відповідні народні комісаріати у союзних республіках, це такі наркомати як продовольства, праці, фінансів та робітничо-селянська інспекції. Республіканські комісаріати були лише на рівні союзних республік і повністю підпорядковувалися Раднаркомам республік. Такими народними комісаріатами були землеробства, внутрішніх справ, юстиції, просвіти та охорони здоров'я і соціального захисту.
Конституція УСРР від 1929 року (ст. 42) надає перелік народних комісаріатів Української СРР. На цей рік налічувалося десять наркоматів, до яких ще долучалося Центральне статистичне управління.
Конституція УРСР від 1937 року (р. IV ст. 45) надає перелік народних комісаріатів Української РСР. На цей рік налічувалося чотирнадцять наркоматів, до яких ще долучалося представництво Комітету заготівель СРСР, управління у справах мистецтва та представники загальносоюзних народних комісаріатів. Також статтями Конституції розмежовуються союзно-республіканські наркомати (ст.48) та республіканські наркомати (ст. 49). Крім того (р. VI ст. 68) у Молдавської АРСР, яка входила до складу Української РСР, була своя Рада народних комісарів, у яку входили одинадцять народних комісарів (відповідні з народними комісарами УРСР) до яких долучалися начальник шляхового управління, уповноважений Комітету заготівель та начальник управління в справах мистецтва.
У січні 1944 року пленум ЦК ВКП (б) розглянув питання про розширення прав союзних республік у галузі оборони і зовнішніх зносин. 6 березня 1944 року Верховна Рада УРСР прийняла Закон «Про утворення військових формувань союзних республік та перетворення у зв'язку з цим народного комісаріату оборони із загальносоюзного в союзно-республіканський наркомат». Закон увійшов поправкою до Конституцій СРСР та УРСР.
На підставі закону прийнятого Верховною Радою СРСР від 15 березня 1946 року, «Про перетворення Ради Народних Комісарів СРСР на Раду Міністрів СРСР і Рад Народних Комісарів союзних і автономних республік — на Ради Міністрів союзних і автономних республік», Президія Верховної ради 25 березня того ж року видає указ «Про перетворення Ради Народних Комісарів Української РСР на Раду Міністрів Української РСР і Народних Комісаріатів Української РСР на Міністерства Української РСР». Цей указ був затверджений законом від 30.8.1946 року «Про перетворення Ради Народних Комісарів Української РСР на Раду Міністрів Української РСР і Народних Комісаріатів Української РСР на Міністерства Української РСР». Народні комісаріати були переформовані у міністерства.

## Перелік народних комісаріатів УРСР

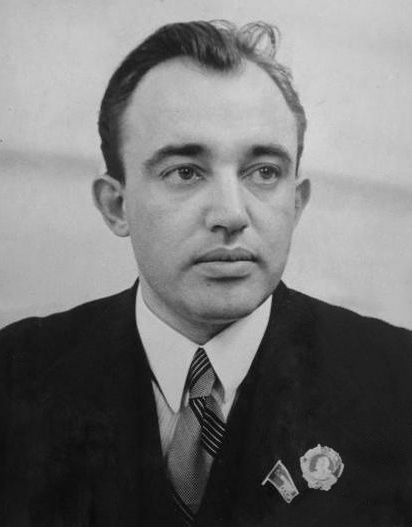
Нарком зовнішніх справ УРСР Корнійчук О. Є.

### 1920 рік
- Народний комісаріат з закордонних справ УСРР;
- Народний комісаріат з внутрішніх справ та спеціального забезпечення УСРР;
- Народний комісаріат продовольства УСРР;
- Народний комісаріат землеробства УСРР;
- Народний комісаріат охорони здоров'я УСРР;
- Народний комісаріат юстиції УСРР;
- Народний комісаріат шляхів сполучення УСРР;
- Народний комісаріат робітничо-селянської інспекції УСРР;

### 1923 рік
З'єднані народні комісаріати
- Народний продовольства УСРР;
- Народний комісаріат праці УСРР;
- Народний комісаріат фінансів УСРР;
- Народний комісаріат робітничо-селянської інспекції УСРР;

Республіканські народні комісаріати
- Народний комісаріат землеробства УСРР;
- Народний комісаріат внутрішніх справ УСРР;
- Народний комісаріат юстиції УСРР;
- Народний комісаріат освіти УСРР;
- Народний комісаріат здоров'я та соціального забезпечення УСРР (у 1929 році фігурує як два окремих наркомату: Народний комісаріат здоров'я та Народний комісаріат соціального забезпечення).

### 1929 рік[1]
- Вища Рада народнього господарства,
- Народній комісаріят земельних справ УСРР,
- Народній комісаріят фінансів УСРР,
- Народній комісаріят постачання УСРР,
- Народній комісаріят праці УСРР,
- Народній комісаріят освіти УСРР,
- Народний комісаріят охорони здоров'я УСРР,
- Народній комісаріят соціяльного забезпечення УСРР,
- Народній комісаріят юстиції УСРР,
- Народній комісаріят робітничо-селянської інспекції УСРР.

### 1937рік
Союзно-республіканські народні комісаріати
- Народний комісаріат харчової промисловості УРСР;
- Народний комісаріат легкої промисловості УРСР;
- Народний комісаріат лісової промисловості УРСР;
- Народний комісаріат з земельних справ УРСР;
- Народний комісаріат зернових та зернових та тваринницьких радгоспів УРСР;
- Народний комісаріат фінансів УРСР;
- Народний комісаріат внутрішньої торгівлі УРСР;
- Народний комісаріат внутрішніх справ УРСР;
- Народний комісаріат юстиції УРСР У 1946 році, у зв'язку з переформуванням наркоматів створено Міністерство юстиції УРСР;
- Народний комісаріат з охорони здоров'я УРСР.

Республіканські народні комісаріати
- Народний комісаріат освіти УРСР;
- Народний комісаріат місцевої промисловості УРСР;
- Народний комісаріат комунального господарства УРСР;
- Народний комісаріат соціального забезпечення УРСР.

Відповідні народні комісаріати були у Молдавській АРСР УРСР.

### 1944 рік
- Народний комісаріат оборони УРСР (1944-15.3.1946) У 1946 році, у зв'язку з переформуванням наркоматів створено Міністерство оборони УРСР;
- Народний комісаріат зовнішніх справ (1944-15.3.1946) У 1946 році, у зв'язку з переформуванням наркоматів створено Міністерство закордонних справ УРСР.

## Перелік народних комісаріатів СРСР

### 1923 рік

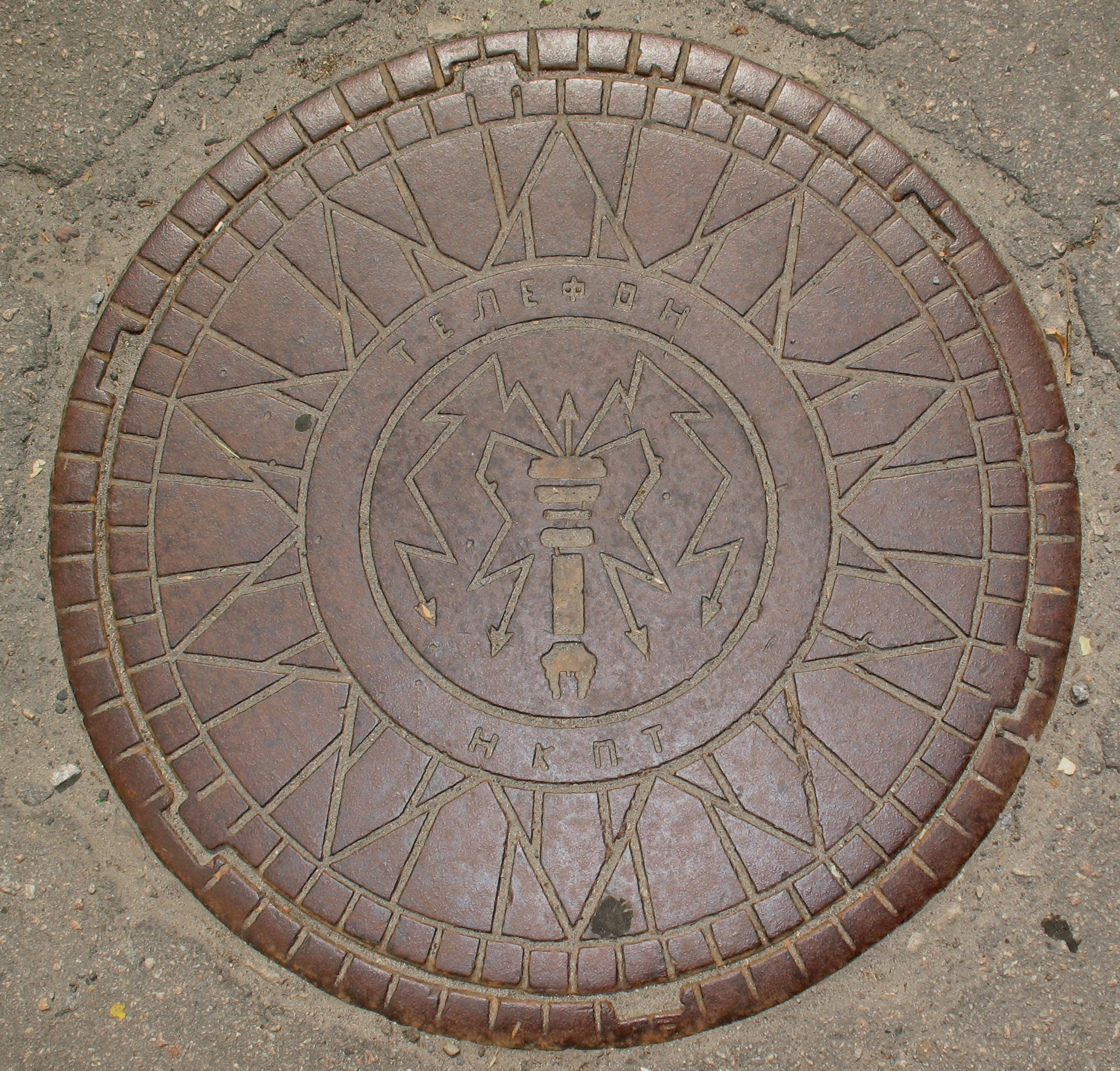
Кришка люка зв'язку, з емблемою Народного комісаріату пошти та телеграфів (НКПТ)

- Народний комісаріат з військових на морських справ СРСР (1923-15.3.1934) Заснований у зв'язку зі створенням СРСР на базі Народного комісаріату з військових справ (Наркомвоєн) РРФСР (1917) та Народного комісаріату з морських справ (НКМС) РРФСР (1918). У 1934 році перетворено у Наркомат оборони СРСР;
- Народний комісаріат праці СРСР (1923—1933) Союзно-республіканський наркомат, забезпечував загальне керівництво республіканськими наркоматами праці;
- Народний комісаріат фінансів СРСР, Наркомфін (1923-15.3.1946) Союзно-республіканський наркомат. У 1946 році, у зв'язку з переформуванням наркоматів створено Міністерство фінансів СРСР;
- Народний комісаріат з закордонних справ СРСР (6.7.1923-1936). У грудні1936 року перейменовано у народний комісаріат і закордонних справ СРСР;
- Народний комісаріат продовольства СРСР (1923—1925);
- Народний комісаріат пошти та телеграфів СРСР (1923—1932). Заснований на базі Народного комісаріату пошти та телеграфів РРСФР (1917). У 1932 році на його базі утворено Народний комісаріат зв'язку;
- Народний комісаріат шляхів сполучення СРСР, НК ШС (1923-15.3.1946). Заснований на базі Народного комісаріату шляхів сполучення РРСФР (1917). У 1946 році, у зв'язку з переформуванням наркоматів створено Міністерство шляхів сполучення СРСР;
- Народний комісаріат робітничо-селянської інспекції  СРСР, НК РСІ (1923-11.2.1934) Заснований на базі Народного комісаріату робітничо-селянської інспекції РРСФР (1920). У 1934 році наркомат ліквідовано, на його базі створено комісія радянського контролю при РНК СРСР;
- Народний комісаріат зовнішньої торгівлі СРСР (1923—1925). Створено на базі Народного комісаріату зовнішньої торгівлі РРФСР. У 1925 році наркомати зовнішньої та внутрішньої торгівлі були злиті у один новий поєднаний Народний комісаріат зовнішньої та внутрішньої торгівлі СРСР.

### 1925 рік
- Народний комісаріат зовнішньої та внутрішньої торгівлі СРСР (1925-22.11.1930) Утворено шляхом з'єднання двох народних комісаріатів: наркомату зовнішньої (1923) та наркомату внутрішньої торгівлі. У 1930 році Народний комісаріат було поділено на два нових наркомату: Народний комісаріат зовнішньої торгівлі та Народний комісаріат забезпечення.

### 1929 рік
- Народний комісаріат землеробства СРСР (7.12.1929-15.3.1946) Створено на базі республіканських Наркоматів землеробства. У 1932 році з наркомату було виділено Народний комісаріат зернових та тваринницьких радгоспів СРСР. У 1946 році, у зв'язку з переформуванням наркоматів створено Міністерство землеробства СРСР.

### 1930 рік
- Народний комісаріат зовнішньої торгівлі СРСР (з 20.11.1930). Створено шляхом поділу Народного комісаріату зовнішньої та внутрішньої торгівлі (1925) на наркомати: Народний комісаріат зовнішньої торгівлі та Народний комісаріат забезпечення. У 1946 році, у зв'язку з переформуванням наркоматів у міністерства створено Міністерство зовнішньої торгівлі СРСР;
- Народний комісаріат забезпечення СРСР (20.11.1930-22.7.1934). Створено шляхом поділу Народного комісаріату зовнішньої та внутрішньої торгівлі (1925) на наркомати Народний комісаріат зовнішньої торгівлі та Народний комісаріат забезпечення. У 1934 році наркомат було поділено на два нових наркомати: Народний комісаріат внутрішньої торгівлі та Народний комісаріат харчової промисловості.

### 1931 рік
- Народний комісаріат водного транспорту СРСР (30.1.1931-9.4.1939) Новий наркомат засновано шляхом виділення річкового та морського транспорту зі складу народного комісаріату шляхів сполучення (1923). У 1939 році наркомат поділено на два новоутворених наркоматів: Народний комісаріат морського флоту та Народний комісаріат річкового флоту.

### 1932 рік

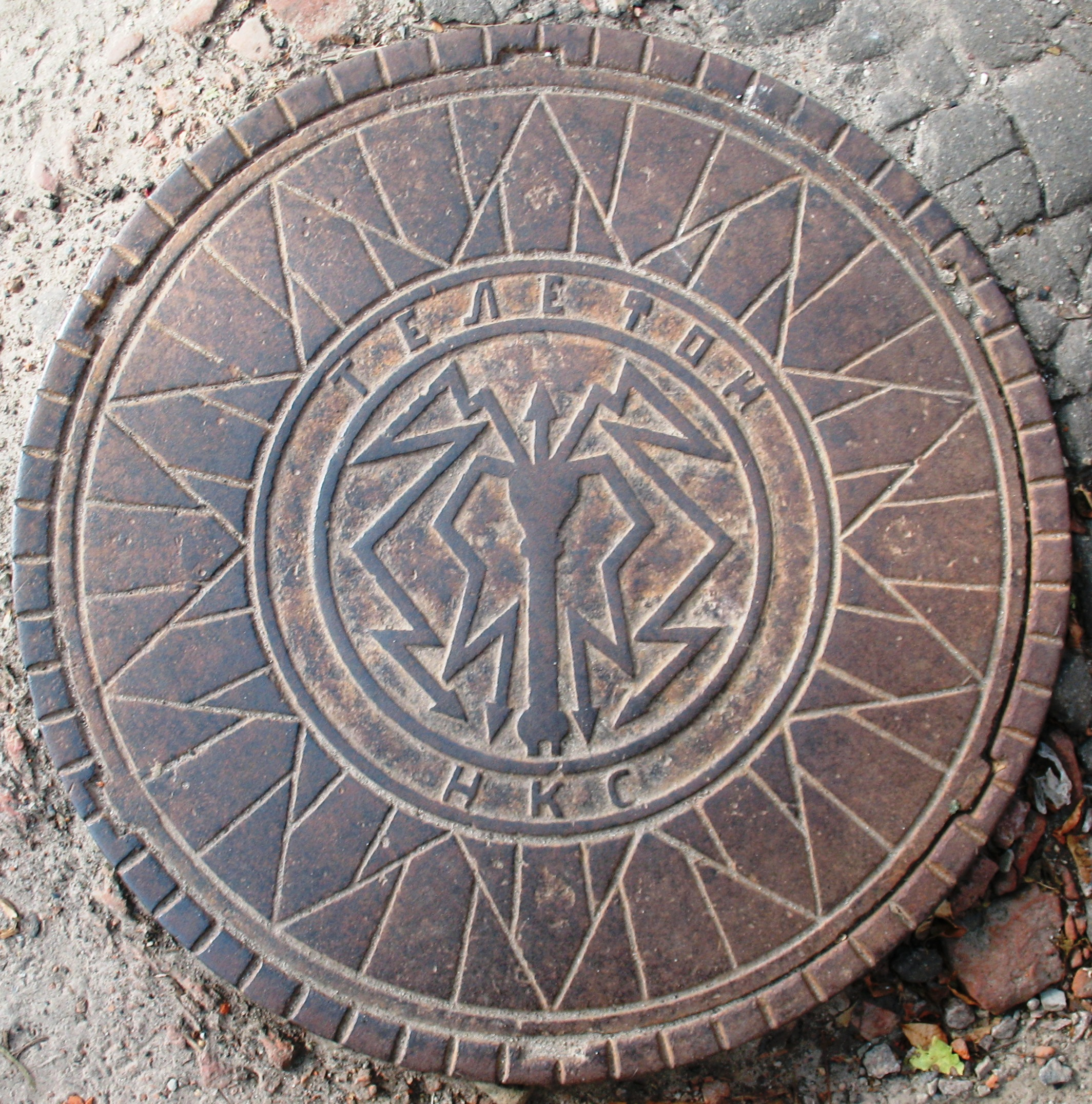
Кришка люка зв'язку, з емблемою Народного комісаріату зв'язку (НКС)

- Народний комісаріат зернових та тваринницьких радгоспів СРСР (1.10.1932-15.3.1946). Створений виділенням з наркомату землеробства СРСР у 1932 році;
- Народний комісаріат зв'язку (1932-15.3.1946). Заснований на базі Народного комісаріату пошти та телеграфів СРСР (1923). У 1946 році, у зв'язку з переформуванням наркоматів створено Міністерство зв'язку СРСР;
- Народний комісаріат важкої промисловості СРСР, Наркомтяжпром (5.1.1932-24.1.1939) Заснований шляхом реформації Вищої ради народного господарства СРСР. У 1936 році за складу наркомату були виведені управління які утворили новий Народний комісаріат оборонної промисловості. У 1937 році за складу наркомату були виведені управління які утворили новий Народний комісаріат машинобудування. У 1939 році Наркомтяжпром було ліквідовано, а на його базі утворено нові народні комісаріати: паливної промисловості, чорної металургії, кольорової металургії, електростанцій та електропромисловості, хімічної промисловості та промисловості будівельних матеріалів;
- Народний комісаріат легкої промисловості СРСР (з 1932) Заснований шляхом реформації Вищої ради народного господарства СРСР;
- Народний комісаріат лісної промисловості СРСР (з 1932) Заснований шляхом реформації Вищої ради народного господарства СРСР.

внутрішньої торгівлі СРСР (з 29.7.1934). Заснований шляхом поділення Народного комісаріату забезпечення (1930) на два нові наркомати (внутрішньої торгівлі та харчової промисловості);
- Народний комісаріат харчової промисловості СРСР, Наркомхарчпром (29.7.1934-15.3.1946). Заснований шляхом поділення Народного комісаріату забезпечення (1930) на два нові наркомати (внутрішньої торгівлі та харчової промисловості). У 1939 році з Наркомхарчпрому було виділено два нових наркомати: Народний комісаріат рибної промисловості та Народний комісаріат м'ясної та молочної промисловості. У 1946 році, у зв'язку з переформуванням наркоматів у міністерства створено Міністерство харчової промисловості СРСР.

### 1936 рік
- Народний комісаріат закордонних справ СРСР (з грудня 1936) Засновано шляхом перейменування Народного комісаріату з закордонних справ (1923). З 1944 року наркомат став союзно-республіканським, у союзних республіках утворились свої народні комісаріати закордонних справ. У 1946 році, у зв'язку з переформуванням наркоматів створено Міністерство закордонних справ СРСР;
- Народний комісаріат оборонної промисловості СРСР (5.12.1936-11.1.1939) У 1936 році новий наркомат було засновано шляхом виділення зі складу Народного комісаріату важкої промисловості (1932). У 1939 році наркомат було розділено на чотири нових народних комісаріатів: Народний комісаріат авіаційної промисловості, Народний комісаріат суднобудівельної промисловості, Народний комісаріат боєприпасів, Народний комісаріат озброєння;
- Народний комісаріат юстиції СРСР, Наркомюст (20.7.1936-15.3.1946) Союзно-республіканський наркомат. У 1946 році, у зв'язку з переформуванням наркоматів створено Міністерство юстиції СРСР;
- Народний комісаріат охорони здоров'я СРСР (20.7.1936-15.3.1946) У 1946 році, у зв'язку з переформуванням наркоматів у міністерства створено Міністерство охорони здоров'я СРСР.

### 1937 рік
- Народний комісаріат військово-морського флоту СРСР (30.12.1937-25.2.1946) Створено на базі Управління ВМС РСЧА у складі наркомату оборони СРСР. У 1946 році увійшов у склад новоутвореного Наркомату збройних сил СРСР;
- Народний комісаріат машинобудування СРСР (з 22.8.1937) У 1937 році новий наркомат було засновано шляхом виділення зі складу Народного комісаріату важкої промисловості (1932).

### 1939 рік

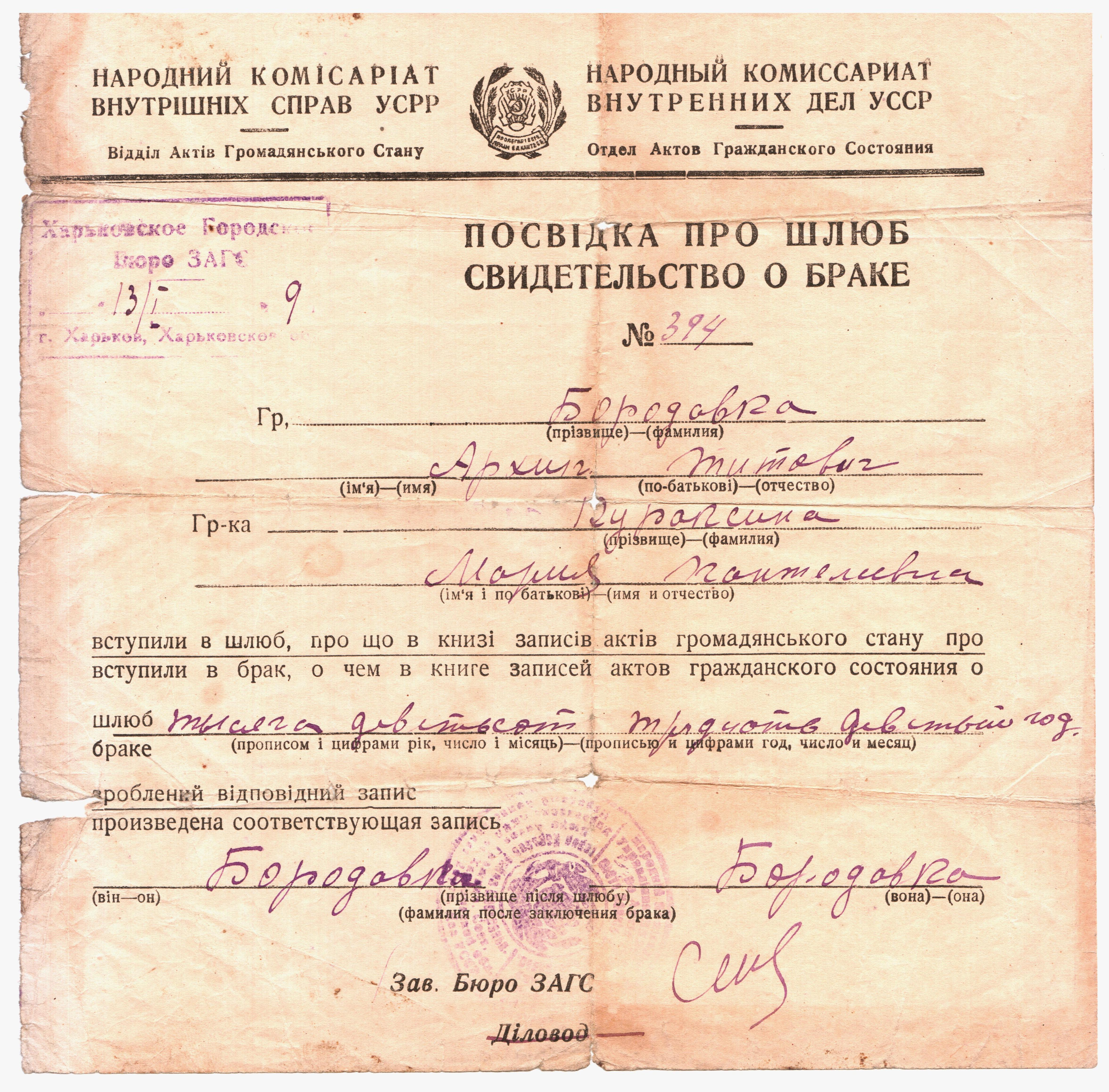
Посвідка про шлюб, видана НКВС УСРР (1939)

- Народний комісаріат авіаційної промисловості СРСР, Наркомавіапром, НКАП (11.1.1939-15.3.1946) Утворено шляхом розділення Наркомату оборонної промисловості СРСР (1936), на базі його Першого (літакового) управління. У 1946 році, у зв'язку з переформуванням наркоматів створено Міністерство авіаційної промисловості СРСР;
- Народний комісаріат боєприпасів СРСР (11.1.1939-15.3.1946) Утворено шляхом розділення Наркомату оборонної промисловості СРСР, на базі Головного управління боєприпасів цього наркомату. У 1946 році, у зв'язку з переформуванням наркоматів створено Міністерство сільськогосподарського машинобудування СРСР;
- Народний комісаріат з суднобудівельної промисловості СРСР (11.1.1939-15.3.1946) Утворено шляхом розділення Наркомату оборонної промисловості СРСР (1936). У 1946 році, у зв'язку з переформуванням наркоматів створено Міністерство суднобудівельної промисловості СРСР;
- Народний комісаріат озброєння СРСР (11.1.1939-15.3.1946) Утворено шляхом розділення Наркомату оборонної промисловості СРСР (1936);
- Народний комісаріат паливної промисловості СРСР (24.1.1939-12.10.1939) Серед інших наркоматів заснований внаслідок ліквідації Народного комісаріату важкої промисловості СРСР (1932). Проіснувавши недовгий час, наркомат було поділено на два окремих наркомати: Народний комісаріат нафтової промисловості та Народний комісаріат вугільної промисловості;
- Народний комісаріат вугільної промисловості СРСР (з 12.10.1939) Один з двох наркоматів, що утворився при розділенні Народного комісаріату паливної промисловості (1939);
- Народний комісаріат нафтової промисловості СРСР (12.10.1939-4.3.1946) Один з двох наркоматів, що утворився при розділенні Народного комісаріату паливної промисловості (1939). У 1946 році наркомат було поділено на два суміжні народні комісаріати: Народний комісаріат нафтової промисловості південних та західних районів СРСР та Народний комісаріат нафтової промисловості східних СРСР;
- Народний комісаріат чорної промисловості СРСР (з 24.1.1939) Серед інших наркоматів заснований внаслідок ліквідації Народного комісаріату важкої промисловості СРСР (1932);
- Народний комісаріат кольорової промисловості СРСР (з 24.1.1939) Серед інших наркоматів заснований внаслідок ліквідації Народного комісаріату важкої промисловості СРСР (1932);
- Народний комісаріат електростанцій та електропромисловості СРСР (24.1.1939-17.4.1940) Серед інших наркоматів заснований внаслідок ліквідації Народного комісаріату важкої промисловості СРСР (1932). У 1940 році наркомат було поділено на два нових наркомати: Народний комісаріат електропромисловості та Народний комісаріат електростанцій;
- Народний комісаріат хімічної промисловості СРСР (з 24.1.1939) Серед інших наркоматів заснований внаслідок ліквідації Народного комісаріату важкої промисловості СРСР (1932);
- Народний комісаріат промисловості будівельних матеріалів СРСР (з 24.1.1939) Серед інших наркоматів заснований внаслідок ліквідації Народного комісаріату важкої промисловості СРСР (1932);
- Народний комісаріат рибної промисловості СРСР (з 19.1.1939). Заснований шляхом виділення зі складу Народного комісаріату харчової промисловості (1934);
- Народний комісаріат м'ясної та молочної промисловості СРСР (з 19.1.1939). Заснований шляхом виділення зі складу Народного комісаріату харчової промисловості (1934);
- Народний комісаріат річкового транспорту СРСР (19.1.1939-15.3.1946) Заснований шляхом поділу Народного комісаріату водного транспорту (1931) на два наркомати: Народний комісаріат морського флоту та Народний комісаріат річкового флоту. У 1946 році, у зв'язку з переформуванням наркоматів у міністерства, було створено Міністерство річкового транспорту СРСР;
- Народний комісаріат морського транспорту СРСР (19.1.1939-15.3.1946) Заснований шляхом поділу Народного комісаріату водного транспорту (1931) на два наркомати: Народний комісаріат морського флоту та Народний комісаріат річкового флоту. У 1946 році, у зв'язку з переформуванням наркоматів у міністерства, було створено Міністерство морського транспорту СРСР;

### 1940 рік
- Народний комісаріат державного контролю СРСР (6.9.1940-15.3.1943) Створено на базі комісії радянського контролю при РНК СРСР та Головного військового контролю СРСР. У 1946 році, у зв'язку з переформуванням наркоматів створено Міністерство державного контролю СРСР;
- Народний комісаріат електропромисловості СРСР (17.4.1940-15.3.1946) Створено внаслідок поділу Народного комісаріату електростанцій та електропромисловості (1939) на два нових наркомату: електропромисловості та електростанцій. У 1946 році, у зв'язку з переформуванням наркоматів у міністерства, було створено Міністерство електропромисловості СРСР;

### 1941 рік
- Народний комісаріат мінометного озброєння СРСР (листопад 1941- липень 1945);
- Народний комісаріат державної безпеки СРСР, НКДБ (3.2.1941-20.7.1941) Приєднаний до НКВС;
- Народний комісаріат танкової промисловості СРСР, ТКТП (11.9.1941-14.10.1945) Новій наркомат створений на базі народного комісаріату середнього машинобудування.

### 1943 рік
- Народний комісаріат державної безпеки СРСР, НКДБ (14.4.1943- березень 1946) У 1943 році знову було створено окремий НКДБ, шляхом відокремлення від НКВС. У 1946 році, у зв'язку з переформуванням наркоматів створено Міністерство державної безпеки СРСР.

### 1945 рік
- Народний комісаріат транспортного машинобудування СРСР (14.10.1945-15.3.1946) Новій наркомат створений на базі народного комісаріату середнього машинобудування. У 1946 році, у зв'язку з переформуванням наркоматів у міністерства було створено Міністерство транспортного машинобудування СРСР.

### 1946 рік
- Народний комісаріат збройних сил СРСР (25.2.1946-15.3.1946) Утворено шляхом поєднання народного комісаріату оборони СРСР (1934) та Народного комісаріату військово-морського флоту СРСР (1937). У 1946 році, у зв'язку з переформуванням наркоматів створено Міністерство збройних сил СРСР;
- Народний комісаріат нафтової промисловості південних та західних районів СРСР (4.3.1946-15.3.1946) Утворено поділом Народного комісаріату нафтової промисловості на два суміжних наркомати (південних та західних районів, а також східних районів). У 1946 році, у зв'язку з переформуванням наркоматів у міністерства, було створено Міністерство нафтової промисловості південних та західних районів СРСР;
- Народний комісаріат нафтової промисловості східних районів СРСР (4.3.1946-15.3.1946) Утворено поділом Народного комісаріату нафтової промисловості на два суміжних наркомати (південних та західних районів, а також східних районів). У 1946 році, у зв'язку з переформуванням наркоматів у міністерства, було створено Міністерство нафтової промисловості східних районів СРСР.